# Shibakōen (métro de Tokyo)
Shibakōen (芝公園駅, Shibakōen-eki) est une station du métro de Tokyo sur la ligne Mita dans l'arrondissement de Minato à Tokyo. Elle est exploitée par le Bureau des Transports de la Métropole de Tokyo (Toei).

## Situation sur le réseau
La station Shibakōen est située au point kilométrique (PK) 4,6 de la ligne Mita.

## Histoire
La station a été inaugurée le 27 novembre 1973.

## Services aux voyageurs

### Accès et accueil
La station est ouverte tous les jours.
En moyenne, 30 077 voyageurs ont fréquenté quotidiennement la station en 2015.

### Desserte
- Ligne Mita :
  - voie 1 : direction Meguro (interconnexion avec la ligne Tōkyū Meguro pour Hiyoshi)
  - voie 2 : direction Nishi-Takashimadaira

Installations de la station
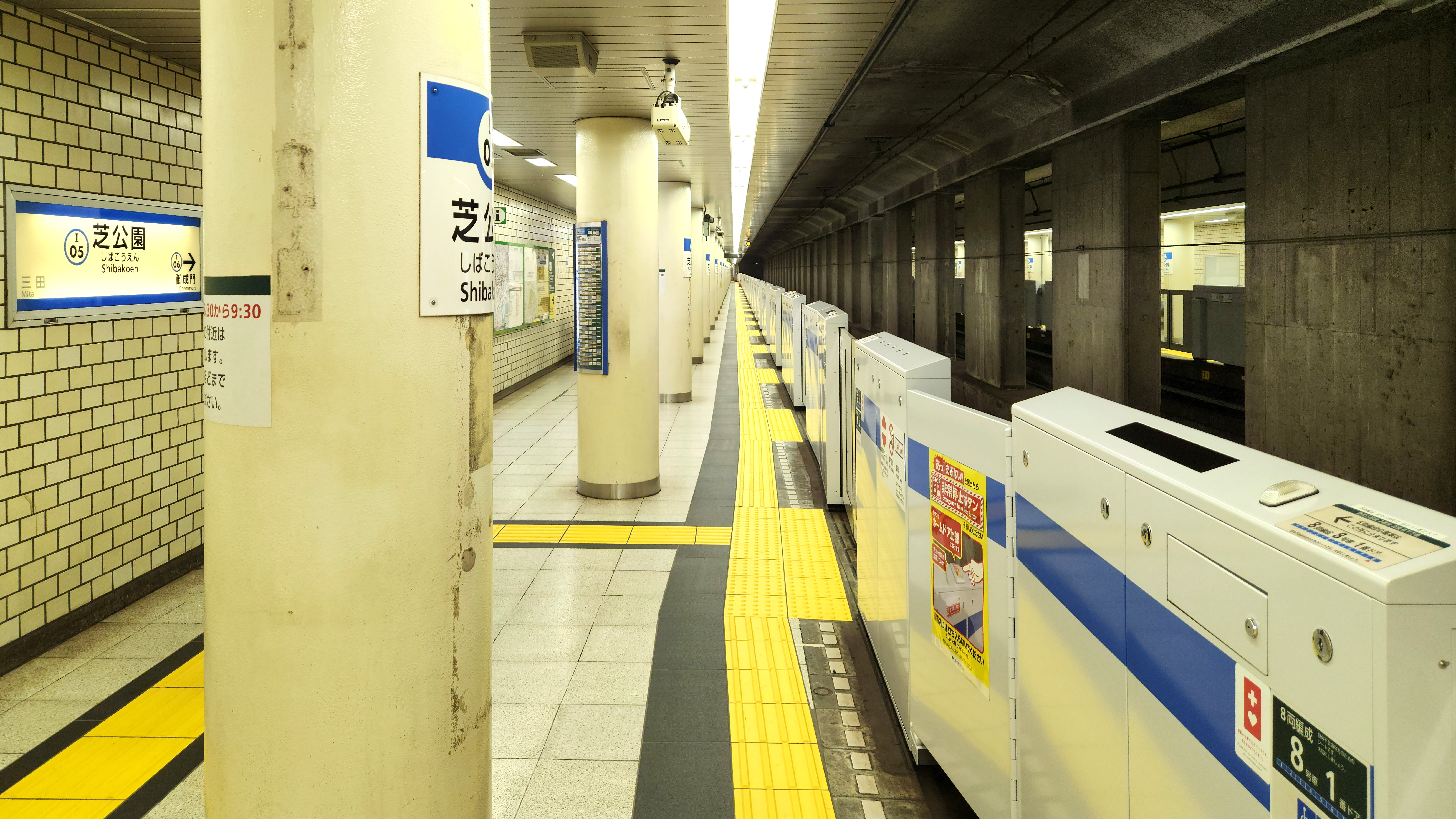
Quai de la ligne Mita
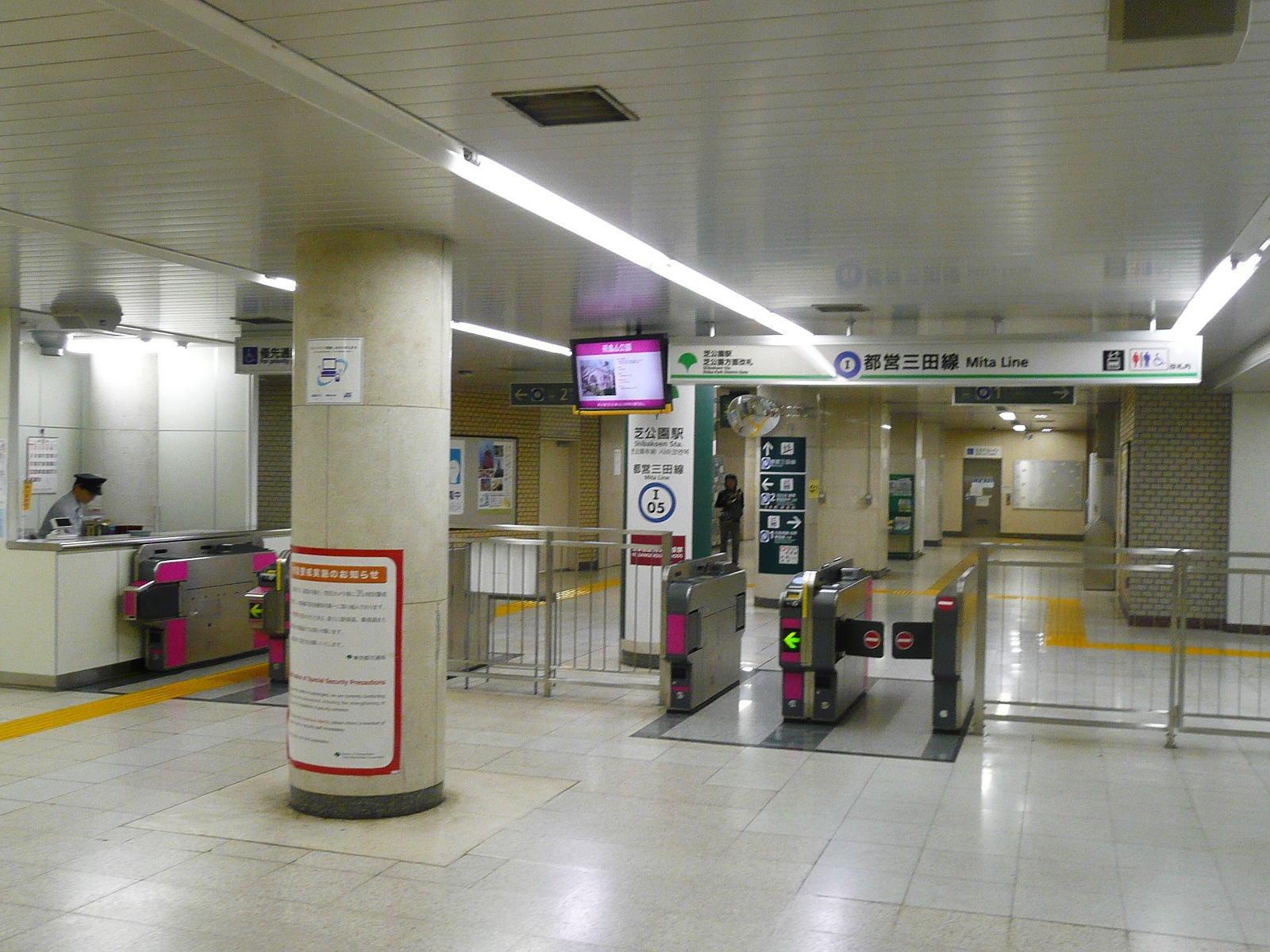
Ligne de contrôle

## A proximité
- Le parc de Shiba, qui donne son nom à la station,
- La tour de Tokyo.